# Групповое мышление
Группово́е мышле́ние (англ. groupthink) — психологический феномен, возникающий в группе людей, внутри которой конформизм или желание социальной гармонии приводят к некорректному или нерациональному принятию решений, в отличие от синергетического эффекта коллективного интеллекта. Члены группы пытаются минимизировать конфликт и достичь единого решения без достаточной критической оценки альтернативных точек зрения, активно пресекая отклоняющиеся мнения и изолируя себя от внешнего влияния.
В такой ситуации единомыслие у членов группы неоправданно приобретает бо́льшую ценность, чем следование логике и рациональному мышлению. Уровень конформизма при этом значительно возрастает, существенная для деятельности группы информация подвергается тенденциозному толкованию, культивируется неоправданный оптимизм и убеждение в неограниченных возможностях группы. Информация, которая не согласуется с принятой линией, членами группы игнорируется или значительно искажается. В результате складывается впечатление о единогласном принятии решений. Групповое мышление может иметь далеко идущие социальные и политические последствия: в истории есть много примеров трагических ошибок, совершённых в результате подобных решений.
Феномен группового мышления был открыт Ирвингом Джейнисом при исследованиях групп, которые принимали политические и военные решения. Джейнис выяснил, что с течением времени группы с неизменяемым составом начинали принимать столь непрофессиональные решения, что даже неспециалист не допустил бы подобных ошибок. После публикации его книги Victims of Groupthink в 1972, и нового издания под названием Groupthink: Psychological Studies of Policy Decisions and Fiascoes в 1982, концепция группового мышления стала активно использоваться для объяснения многих ошибочных исторических решений. В их ряду решение нацистской Германии о вторжении в Советский Союз в 1941 году; решение президента США Г. Трумэна о начале военного конфликта в Корее; решение президента США Л. Джонсона о начале военных действий во Вьетнаме, уотергейтский скандал, решение президента США Дж. Кеннеди об интервенции в Плайя-Хирон. В 1975 году, спустя 3 года после публикации первой работы Ирвинга Джейниса, статья о термине была включена в энциклопедический словарь Уэбстера со значением, сходным с двоемыслием: «конформность групповым ценностям и этике».
Феномен группового мышления свойственен как недеструктивным группам, так и деструктивным культам. Однако именно в деструктивных культах принимаются самые жестокие и иррациональные решения: например, отравление людей в токийском метро членами группы «Аум Синрикё», призыв к смерти и объявление «конца света» «Белым братством». В недеструктивных группах последствия группового мышления могут быть при определённых обстоятельствах впоследствии минимизированы, чего не происходит в деструктивных культах.

## Симптомы
Ирвинг Джейнис идентифицировал 8 симптомов, которые могут свидетельствовать о групповом мышлении:
Тип I: Преувеличение полномочий группы и уровня её морали
1. Иллюзия непогрешимости, создающая неоправданный оптимизм и побуждающая к принятию высокого уровня риска
2. Не подвергающаяся сомнению вера в высокий морально-нравственный уровень группы, и как следствие игнорирование членами группы последствий своих действий
Тип II: Закрытость от внешней среды
3. Игнорирование сигналов извне, которые могут поставить под сомнение заключения, сделанные группой
4. Негативная стереотипизация оппонентов группы как слабых, предвзятых, злобных и глупых
Тип III: Стремление к единогласию
5. Самоцензура каждым членом группы своих собственных идей, которые могут противоречить общему мнению группы
6. Иллюзия единогласия, молчание принимается как знак согласия
7. Прямое давление группы, обвинение в нелояльности любого члена группы, который подвергает сомнению её решения
8. «Контролёры мышления» — самоназначенные члены группы, которые ограждают группу от информации, противоречащей общему мнению группы

## Преодоление
Джейнис разработал 8 практических рекомендаций для преодоления группового мышления:
1. Лидер должен поручить каждому члену группы выступать в роли «критического оценщика». Это позволяет каждому члену свободно высказывать возражения и сомнения.
2. Лидер не должен выражать личного мнения в процессе поручения задачи группе.
3. Лидер должен отсутствовать на большинстве совещаний группы, чтобы избежать избыточного воздействия своего мнения на результат.
4. Организации должны создавать несколько независимых групп для работы над одной проблемой.
5. Все альтернативы должны быть детально исследованы.
6. Каждый член группы должен обсудить идеи группы с авторитетными людьми вне группы.
7. Группа должна приглашать внешних экспертов на свои совещания. Членам группы должна быть предоставлена возможность обсуждения имеющихся вопросов с внешними экспертами.
8. Как минимум один член группы должен быть назначен «адвокатом дьявола». Эта роль должна передаваться новому члену группы на каждом следующем совещании.

В период карибского кризиса президент Джон Кеннеди использовал целый ряд из указанных выше инструментов для минимизации эффекта «группового мышления». В частности, на совещания приглашались сторонние эксперты для свободного обмена мнениями, которым все члены группы могли задавать любые имеющиеся вопросы. Поощрялось обсуждение членами группы планируемых решений с авторитетными сотрудниками подчинённых подразделений. Группа была поделена на несколько подгрупп, чтобы снизить групповой конформизм. Кеннеди намеренно отсутствовал на встречах, чтобы избежать избыточного давления своего собственного мнения. Во многом благодаря такой организации удалось избежать масштабного военного противостояния с Советским Союзом.